# Duane B.Simmons
Duane B.Simmons, né le 13 août 1832 dans l'état de New York et décédé à l'âge de 56 ans le 19 février 1889 à Tokyo, est un médecin américain qui est conseiller étranger et missionnaire de l'église réformée néerlandaise au Japon durant l'ère Meiji.

## Biographie
En 1859, il est envoyé au Japon en tant que missionnaire avec Guido Verbeck, Samuel Robbins Brown. Il loge alors avec sa femme au temple Jobutsu où a habité James Curtis Hepburn, près du temple Zong Gango-ji. Il doit cependant démissionner de son poste de missionnaire un an plus tard à cause des coûts trop élevés de la mission.
Médecin de profession, Simmons reste au Japon et soigne Yukichi Fukuzawa du typhus en 1870 et les deux hommes restent amis pour la vie. Il s'installe à Yokohama où il fonde l'hôpital Juzen en 1871. Selon un biographe, « en 1877, sous sa direction, le choléra au Japon fut traité pour la première fois avec des méthodes modernes ». Simmons est également chroniqueur des coutumes japonaises et ambassadeur de bonne volonté. Avec Hepburn, il répand l'usage de la vaccination antivariolique, des mesures de prévention contre le choléra, et le traitement des maladies infectieuses et vénériennes.
Il épouse à New York, le 5 mai 1869, Maria Antoinette Simmons dont il divorce en 1880
Après sa mort à Tokyo en 1889, « de nombreux grands hommes assistèrent à ses funérailles, tellement nombreux qu'un tel rassemblement ne s'était probablement jamais tenu dans la capitale ». Il est enterré au cimetière d'Aoyama.

## Ouvrages
- Notes on land tenure and local institutions in old Japan: Edited from posthumous papers of D.B. Simmons (Studies in Japanese history and civilization (1979, posthume)
- Beriberi,: Or, the "kakke, " of Japan

## Référence
- (ja) Cet article est partiellement ou en totalité issu de l’article de Wikipédia en japonais intitulé « デュアン・シモンズ » (voir la liste des auteurs).

1. ↑  Find a Grave
2. 1 2 3 4 5  « Dr Duane Buckbee Simmons (1832-1889) », sur findagrave.com (consulté le 13 juin 2023).